# Communauté de communes de la Côte des Nacres
Die Communauté de communes de la Côte des Nacres ist ein ehemaliger französischer Gemeindeverband mit der Rechtsform einer Communauté de communes in den Départements Corse-du-Sud und Haute-Corse der Region Korsika. Sie wurde am 10. Mai 2004 gegründet und umfasste drei Gemeinden. Der Verwaltungssitz befand sich im Ort Sari-Solenzara. Die Besonderheit ist die Département-übergreifende Mitgliedschaft ihrer Gemeinden.

## Historische Entwicklung
Mit Wirkung vom 1. Januar 2017 wurde der Gemeindeverband aufgelöst. Die Gemeinde Solaro trat der Communauté de communes de Fium’Orbu Castellu, die übrigen Gemeinden der Communauté de communes de l’Alta Rocca.

## Mitgliedsgemeinden

### Département Corse-du-Sud
1. Conca
2. Sari-Solenzara

### Département Haute-Corse
1. Solaro